# Махадзанга (провинция)
Махадза́нга (малаг. Mahajanga) — провинция Мадагаскара с территорией 150 023 км² и населением 1 733 917 человек (июль 2001). Административный центр — город Махадзанга.

## География
Провинция находится в северо-западной части страны. На северо-востоке граничит с провинцией Анциранана, на востоке — с провинцией Туамасина, на юге — с провинцией Антананариву, на юго-западе — с провинцией Тулиара, на западе омывается водами Мозамбикского пролива.

## Административное деление
Административно подразделяется на 4 региона, которые в свою очередь делятся на 21 департамент:

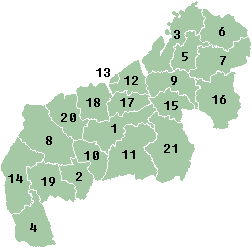
Регионы и департаменты провинции Махадзанга.

| - Регион Бецибука (Betsiboka): - 10. Кандреху (Kandreho) - 11. Маэватанана (Maevatanana) - 21. Царатанана (Tsaratanana) - Регион Буэни (Boeny): - 1. Амбатубени (Ambatoboeny) - 12. Mahajanga Rural - 13. Mahajanga Urban - 17. Марувуай (Marovoay) - 18. Мициндзу (Mitsinjo) - 20. Суалала (Soalala) - Регион Мелаки (Melaky): - 2. Амбатумайнти (Ambatomainty) - 4. Анцалува (Antsalova) - 8. Бесалампи (Besalampy) - 14. Майнтирану (Maintirano) - 19. Мурафенубе (Morafenobe) - Регион Суфиа (Sofia): - 3. Аналалава (Analalava) - 5. Анцухихи (Antsohihy) - 6. Беаланана (Bealanana) - 7. Бефандриана-Аваратра (Befandriana-Nord) - 9. Буризини (Boriziny) - 15. Мампикуни (Mampikony) - 16. Мандрицара (Mandritsara) |

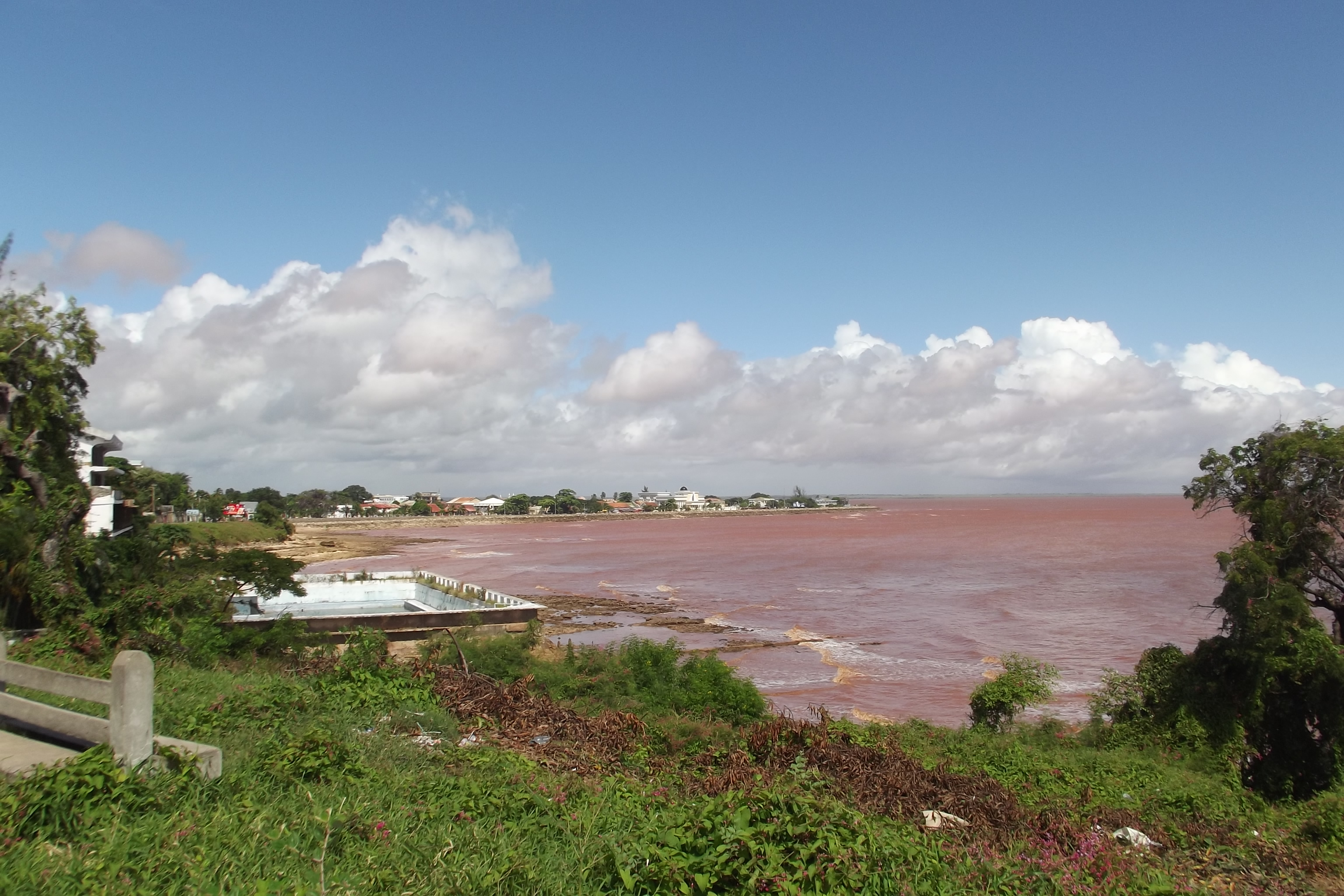
Устье реки Бетсибука